# Ледовый дворец (Хельсинки)
Ледовый дворец «Хельсинки» (фин. Helsingin jäähalli) — крытая арена, расположенная в Хельсинки, Финляндия. Вместе с Олимпийским стадионом, стадионом Сонера и несколькими футбольными полями образует целостный спортивный комплекс практически в центре финской столицы. Спортивная арена была открыта 1 октября 1966 года. Дворец вмещает 8200 зрителей.
Арена используется как домашняя арена в первую очередь для игр по хоккею с шайбой командой ХИФК, выступающей в СМ-лиге — высшем дивизионе чемпионата Финляндии по хоккею. До момента открытия арены Хартвалл выполнял роль главного ледового стадиона для всевозможных спортивных соревнований, а также использовался в качестве концертной площадки. Тем не менее в Ледовый дворец Хельсинки по-прежнему активно используется для проведения концертов, конференций, выставок и спортивных мероприятий. В 2016 году здесь были сыграны матчи Чемпионата мира по хоккею с шайбой среди молодёжных команд.

## Крупнейшие спортивные мероприятия
- Чемпионат Европы по баскетболу 1967 — с 28 сентября по 8 октября 1967 года.
- Чемпионат мира по хоккею с шайбой среди юниорских команд 2001 — с 12 по 22 апреля 2001 года.
- Чемпионат мира по хоккею с шайбой среди молодёжных команд 2004 — с 26 декабря 2003 года по 5 января 2004 года.
- Чемпионат мира по хоккею с шайбой среди молодёжных команд 2016 — с 26 декабря 2015 года по 5 января 2016 года.
- Этап Гран-при по фигурному катанию сезона 2018—2019 — со 2 по 4 ноября 2018 года.
- Чемпионат мира по хоккею с шайбой — с 13 по 29 мая 2022 года.